# العلاقات الإثيوبية الكورية الشمالية
العلاقات الإثيوبية الكورية الشمالية هي العلاقات الثنائية التي تجمع بين إثيوبيا وكوريا الشمالية.

## مقارنة بين البلدين
هذه مقارنة عامة ومرجعية للدولتين:
| وجه المقارنة                                              | إثيوبيا                        | كوريا الشمالية                        |
| --------------------------------------------------------- | ------------------------------ | ------------------------------------- |
| المساحة (كم2)                                             | 1.10 مليون                     | 120.54 ألف                            |
| عدد السكان (نسمة)                                         | 104.96 مليون                   | 25.49 مليون                           |
| الكثافة السكانية (ن./كم²)                                 | 95.42                          | 211.47                                |
| العاصمة                                                   | أديس أبابا                     | بيونغيانغ                             |
| اللغة الرسمية                                             | اللغة الأمهرية                 | لغة كوريا الشمالية القياسية ‏          |
| العملة                                                    | بير إثيوبي                     | وون كوري شمالي                        |
| الناتج المحلي الإجمالي (بليون دولار)                      | 80.56 مليار                    |                                       |
| الناتج المحلي الإجمالي (تعادل القوة الشرائية) بليون دولار | 161.90 مليار                   |                                       |
| الناتج المحلي الإجمالي الاسمي للفرد دولار أمريكي          | 619                            |                                       |
| الناتج المحلي الإجمالي للفرد دولار أمريكي                 | 1.50 ألف                       |                                       |
| مؤشر التنمية البشرية                                      | 0.442                          |                                       |
| رمز المكالمات الدولي                                      | +251                           | +850                                  |
| رمز الإنترنت                                              | .et                            | .kp                                   |
| المنطقة الزمنية                                           | ت ع م+03:00، توقيت شرق أفريقيا | ت ع م+08:30، ت ع م+08:30، ت ع م+09:00 |

## منظمات دولية مشتركة
يشترك البلدان في عضوية مجموعة من المنظمات الدولية، منها:
| علم المنظمة | اسم المنظمة              | تاريخ انضمام إثيوبيا | تاريخ انضمام كوريا الشمالية |
| ----------- | ------------------------ | -------------------- | --------------------------- |
|             | الاتحاد البريدي العالمي  | ?                    | ?                           |
|             | الاتحاد الدولي للاتصالات | 20 فبراير 1932       | ?                           |
|             | يونسكو                   | 1 يوليو 1955         | 18 أكتوبر 1974              |
|             | الأمم المتحدة            | 13 نوفمبر 1945       | 17 سبتمبر 1991              |

## وصلات خارجية
- موقع وزارة الخارجية الإثيوبية
- موقع وزارة الخارجية الكورية الشمالية